# Nacho Díez
Ignacio Díez de la Faya (23 de abril de 1996, Madrid) es un jugador de baloncesto español, que juega en la posición de alero. Tras jugar en las categorías inferiores del Real Madrid, en la actualidad es jugador del Bloomfield College, que participa en la División II de la NCAA de Estados Unidos.
Es hermano del también jugador de baloncesto Dani Díez.

## Trayectoria deportiva
Jugador muy completo y trabajador, que tiene una enorme capacidad de desarrollo físico por delante. Es inteligente en la cancha, trabaja bastante bien defensivamente y sabe anticiparse al ataque de los contrarios. En la faceta ofensiva, posee un buen tiro de media y larga distancia y una gran visión de juego.
Inició su carrera como jugador en las categorías inferiores del Estudiantes, equipo que abandonó en septiembre de 2009 para entrar a formar parte de la cantera del Real Madrid de Baloncesto. Con el equipo blanco logra el Campeonato de Madrid Infantil en 2010 y el Cadete en 2012, siendo designado MVP del Real Madrid.
En 2012 se incorpora al equipo Júnior del Real Madrid de Baloncesto. En abril de 2013 obtienen el Campeonato de Madrid Júnior, derrotando al Asefa Estudiantes en la final. Un mes más tarde el Real Madrid alcanza la tercera posición en el Campeonato de España Júnior.
En la temporada 2013/14 es nombrado capitán del Real Madrid Júnior, y en enero de 2014 se proclaman campeones del prestigioso Torneo Júnior Ciutat de L’Hospitalet NIJT, un campeonato que el equipo blanco no había logrado desde 2006.
El 13 de abril de 2014 el Real Madrid Júnior logra nuevamente el Campeonato de Madrid Júnior al derrotar en la Fase Final al Tuenti Móvil Estudiantes A y al Espacio Torrelodones A.
El 10 de mayo de 2014 el Real Madrid obtiene la victoria en el Campeonato de España Júnior 2014, disputado en Marín (Pontevedra), después de 14 años sin vencer en esta competición.
El 18 de mayo de 2014, el Real Madrid Junior es derrotado en la final del Nike International Junior Tournament (torneo Junior de la Euroliga) por el Estrella Roja de Belgrado, disputada en el Mediolanum Forum de Milán.

### Equipos
- 2003/09  Categorías Inferiores del Estudiantes
- 2009/10  Infantil. Real Madrid de Baloncesto
- 2010/11  Cadete B. Real Madrid de Baloncesto
- 2011/12  Cadete A. Real Madrid de Baloncesto
- 2012-14  Júnior. Real Madrid de Baloncesto
- 2014-  NCAA II. Bloomfield College

### Selección nacional
En abril de 2014 participa con la selección española Sub-18 en el Torneo de Barakaldo. Ese mismo mes es preseleccionado para el Campeonato Europeo Sub-18 disputado durante el verano de 2014 en Konya (Turquía).

## Palmarés

### Real Madrid
- Campeón del Campeonato de Madrid Infantil 2010.
- Campeón del Campeonato de Madrid Cadete 2012.
- Campeón del Campeonato de Madrid Júnior 2013 y 2014.
- Campeón del Torneo Júnior Ciutat de L’Hospitalet 2014.
- Campeón del Campeonato de España Júnior 2014.
- Subcampeón del Nike International Junior Tournament 2014.